# Parafia Zmartwychwstania Pańskiego w Horodle
Parafia Zmartwychwstania Pańskiego w Horodle – parafia Kościoła Polskokatolickiego w RP, położona w dekanacie zamojskim diecezji warszawskiej.